# Jerzy Wójcik (funkcjonariusz partyjny)

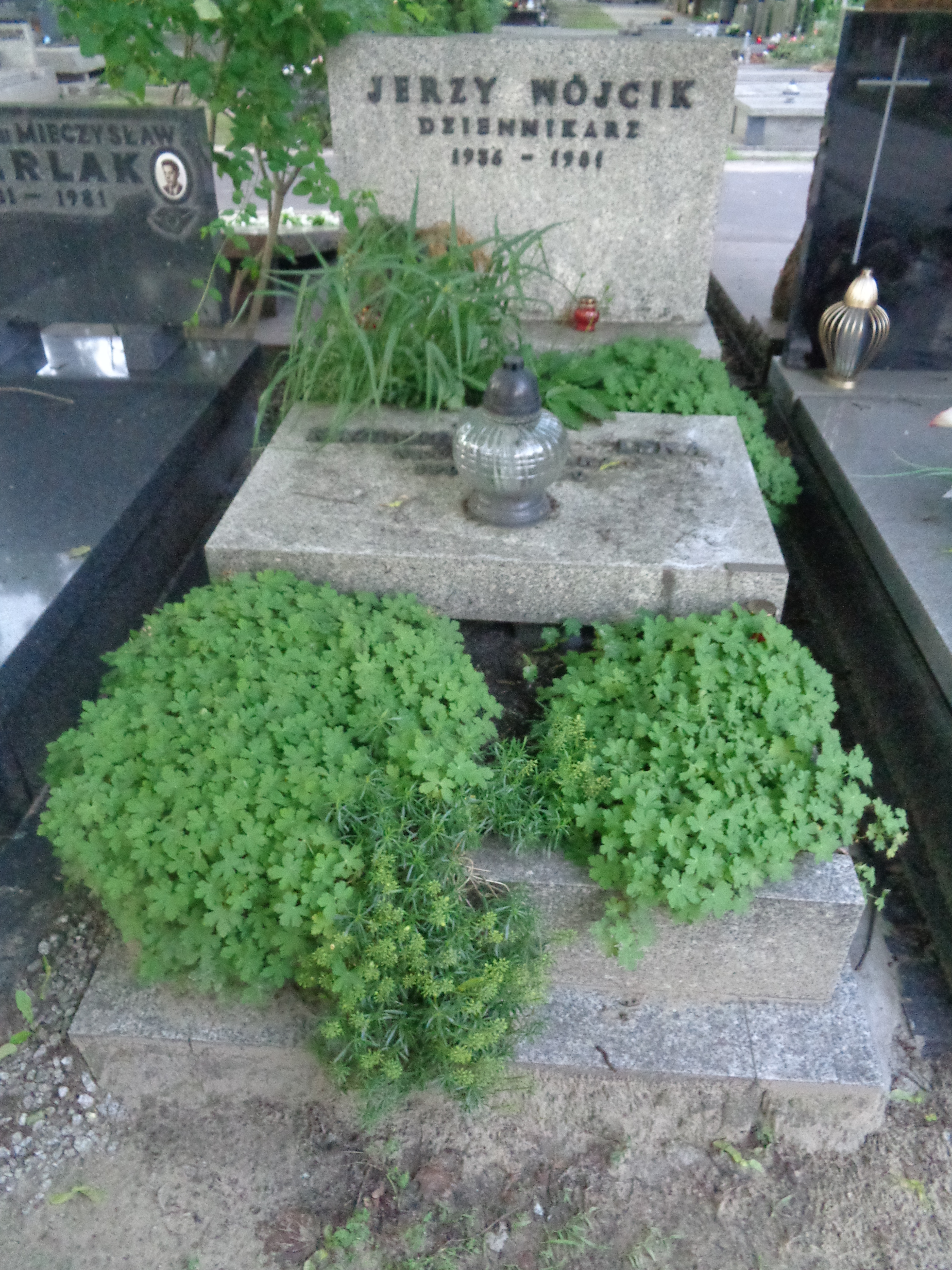
Grób Jerzego Wójcika na Cmentarzu Wojskowym na Powązkach

Jerzy Wójcik (ur. 26 lutego 1936, zm. 27 czerwca 1981 w Warszawie) – komunistyczny działacz partyjny, dziennikarz.

## Życiorys
W 1965 ukończył studia na Wydziale Filologii Polskiej Uniwersytetu Warszawskiego. W okresie styczeń 1964-1966 był członkiem kolegium redakcyjnego, a od 1966 do 1972 redaktorem naczelnym tygodnika studenckiego „itd”. W październiku 1980 został mianowany redaktorem naczelnym dziennika „Życie Warszawy”.
Od 1962 należał do Polskiej Zjednoczonej Partii Robotniczej. Od 1965 do 1966 był instruktorem w Wydziale Agitacji i Propagandy Warszawskiego Komitetu Wojewódzkiego tej partii. Od 1972 do 1980 był pracownikiem aparatu KC PZPR. Pełnił funkcję starszego inspektora, w latach 1973–1980 zastępcy kierownika, a w 1980 kierownika Kancelarii Sekretariatu KC PZPR.
Pochowany na cmentarzu Powązki Wojskowe w Warszawie (kwatera B37-2-22).

## Odznaczenia
- Złote odznaczenie im. Janka Krasickiego (1969)[3]